# GemüseAckerdemie
Die GemüseAckerdemie ist ein ganzjähriges, praxisorientiertes Bildungsprogramm, das Kindern und Jugendlichen Wertschätzung für Natur und Lebensmittel sowie die Grundlagen gesunder Ernährung vermitteln soll. Mittelpunkt der GemüseAckerdemie ist ein schuleigener Acker, auf dem die Schüler gemeinsam mit ihren Lehrkräften eigenes Gemüse anbauen. Träger des Programms ist das in Potsdam und Berlin ansässige, gemeinnützige Sozialunternehmen Acker e. V.
Während sich die GemüseAckerdemie inzwischen ausschließlich an Schulen richtet, ist das Bildungsprogramm „AckerRacker“ seit 2021 als eigenständiges Angebot für Kindergärten und -tagesstätten ausgegliedert.

## Ziele
Hauptziel der beiden Bildungsprogramme von Acker e. V. ist es nach eigenen Angaben, Kindern und Jugendlichen mehr Wertschätzung für Natur und Lebensmitteln zu vermitteln und sie für gesunde Ernährung und Nachhaltigkeit zu begeistern. Darüber hinaus verfolgt das Bildungsprogramm verschiedene weitere Anliegen, die sich an den 17 Zielen für nachhaltige Entwicklung der Vereinten Nationen orientieren:
- Vermittlung von Wissen und praktischen Fähigkeiten zu ökologischem Landbau
- Etablierung einer naturnahen, interaktiven Lernumgebung im Freien
- Förderung von Bewegung durch körperliche Arbeit auf dem Acker
- Steigerung der Selbstwirksamkeit und des Verantwortungsbewusstseins bei Kindern und Jugendlichen
- Förderung lernschwacher Kinder für eine inklusive, chancengerechte Bildung
- Verständnis für die Auswirkungen von Lebensmittelproduktion und -konsum auf die Umwelt

## Ablauf
In den ganzjährigen Bildungsprogrammen GemüseAckerdemie und AckerRacker bauen Kinder gemeinsam mit ihren Lehrern oder Erziehern ihr eigenes Gemüse an. Die Bildungsprogramme können dabei in das Lehrangebot der jeweiligen Bildungseinrichtungen integriert werden, beispielsweise als Arbeitsgemeinschaft oder im Rahmen des regulären Sachunterrichts.
Vor dem Start der Saison berät Acker e. V. die teilnehmenden Bildungseinrichtungen bei der Planung und Einrichtung des eigenen Gemüseackers. Die betreuenden Pädagogen erhalten vorbereitende Schulungen zum Gemüseanbau und zum gemeinsamen Ackern mit den Kindern. Die ersten Pflanzungen werden außerdem von geschulten Mitarbeitern unterstützt. Das Jahr über pflegen die Kinder ihre Beete selbstständig und ernten das reife Gemüse. Acker e. V. stellt hierfür Bildungs- und Begleitmaterialien zur Verfügung.

## Konzept
Den Bildungsprogrammen GemüseAckerdemie und AckerRacker liegt ein landwirtschaftliches sowie ein pädagogisches Konzept zugrunde.

### Anbauweise und Artenvielfalt
Der Gemüseanbau auf den Äckern der GemüseAckerdemie und der AckerRacker erfolgt nach den Richtlinien des ökologischen Landbaus. Im Programm werden mehr als 25 (Schulen) bzw. 20 (Kitas) Gemüsearten angebaut. Darunter sind alte heimische Sorten wie die Stoppelrübe (Brassica rapa var. Rapa) und exotische Sorten wie der Chinakohl (Brassica rapa var. Pekinensis) und das Zitronengras (Cymbopogon citratus). Die kleinste Fruchtfolge ist auf neun Jahre ausgelegt. Den Teilnehmern steht es frei, Saatgut zu ernten und zu nutzen.

### Bildungskonzept
Die Lehrpersonen und Erzieher erhalten im Rahmen der GemüseAckerdemie und der AckerRacker mindestens drei Fortbildungen zum Thema Gartenbau und Landwirtschaft. Das Programm umfasst ausführliche Bildungs- und Begleitmaterialien für Kinder und Pädagogen. Die Materialien orientieren sich inhaltlich und methodisch an den Kriterien der Bildung für eine Nachhaltige Entwicklung (BNE). Sie enthalten Hintergrundwissen zum Gemüseanbau und zu Nachhaltigkeitsthemen, kindgerechte Lern- und Übungsaufgaben sowie Tipps und Anregungen zu Lernspielen, Experimenten und zur Verarbeitung von Gemüse. Das Konzept der Bildungsprogramme strebt danach, den Schul- bzw. Kita-Garten umweltfreundlich, zeitgemäß und vorbildlich zu gestalten und seine öffentliche Wahrnehmung zu optimieren. Der Garten soll als ein Ort des Lernens der ganzen Schule oder Kita dienen.

## Acker e. V.
Acker e. V. ist ein gemeinnütziger Verein, der sich für mehr Wertschätzung von Natur und Lebensmitteln einsetzt. Ein Ziel des Vereins ist es, mit praxisorientierten Bildungsangeboten ein grundlegendes Verständnis für gesunde und verantwortungsbewusste Ernährung zu schaffen. Der Verein wurde 2014 als „Ackerdemia e. V.“ in Potsdam initiiert und gegründet. Seitdem hat sich der Aktionsraum des Vereins auf ganz Deutschland, Österreich und die Schweiz ausgeweitet. 2021 erfolgte die Umbenennung in „Acker e. V.“ Der Verein ist Mitglied im Social Entrepreneurship Netzwerk Deutschland.
Die Idee des Vereins basiert auf der Erkenntnis, dass die Gesellschaft sich zunehmend von Natur und Landwirtschaft entfremdet. Durch wissenschaftliche Studien und in Zusammenarbeit mit verschiedenen Universitäten und Forschungseinrichtungen analysiert Acker e. V. unter anderem, wie Lebensmittelverschwendung vermieden und die Wertschätzung für landwirtschaftliche Erzeugnisse vergrößert werden kann.

## Geschichte
Gegründet wurde Acker e. V. 2014 von dem Agrarwissenschaftler und Volkswirt Christoph Schmitz, der selbst auf einem Bauernhof aufwuchs. Nach der Gründung eines Sozialunternehmens in Ghana und der Abfassung einer wissenschaftlichen Studie zur Entfremdung von Nahrungsmitteln entwickelte er die Idee eines Programms, das in Deutschland die Wertschätzung von Lebensmitteln fördern sollte. Gemeinsam mit seiner Schwester, der Lehrerin Ulrike Päffgen, erprobte er 2013 einen Prototyp des Bildungsprogramms mit einer Schulklasse in Nordrhein-Westfalen – zu dieser Zeit noch unter dem Programmnamen SchoolFarm. Danach wurde das Projekt professionalisiert und mit fünf weiteren Klassen in Berlin, Brandenburg und Nordrhein-Westfalen erneut erprobt. Im Frühjahr 2014 erhielt das Schulgartenprogramm seinen Namen GemüseAckerdemie. Bereits in diesem Jahr erhielt das Bildungskonzept erste Auszeichnungen, u. a. von Angela Merkel. Weitere Schulklassen, Kitas und andere Bildungseinrichtungen folgten.
Zur Erschließung neuer Standorte in Deutschland führte die GemüseAckerdemie im Jahr 2015 eine Crowdfundingkampagne bei der Plattform Startnext durch. Unterstützt wurde sie dabei von der Bio-Supermarktkette Bio Company. Ebenfalls 2015 konnte Christoph Biemann als Pate gewonnen werden, zudem wurde das Programm auf Kindergärten und -tagesstätten ausgeweitet.
2017 erfolgte eine Erweiterung des Portfolios um das Programm GemüseKlasse, das Schulen den Indoor-Gemüseanbau ermöglicht. Im Jahr 2019 wurde die GemüseAckerdemie mit über 20 Preisen zum meistausgezeichneten Bildungsprogramm Deutschlands, darunter der Bundespreis „Zu gut für die Tonne“ des Bundesministeriums für Ernährung und Landwirtschaft.
Während der Coronakrise 2021 konnte das Bildungsprogramm weiter wachsen. Das Angebot eines Lernorts an der frischen Luft sowie die frühzeitige und fortlaufende Digitalisierung trugen zum Erfolg bei.
Mittlerweile nehmen Bildungseinrichtungen aus ganz Deutschland, Österreich und der Schweiz an den Bildungsprogrammen teil. In Baden-Württemberg nimmt unter anderem eine Willkommensklasse an der GemüseAckerdemie teil; in Potsdam pflanzen Schüler einer Förderschule für gehörlose Kinder in Zusammenarbeit mit der GemüseAckerdemie ihr Gemüse an.
2021 erfolgte die Umbenennung des Vereins in „Acker e. V.“ sowie die Ausgliederung des Kita-Programms als eigenständige „AckerRacker“. Außerdem konnten weitere Schirmherren für die Bildungsprogramme gewonnen werden, darunter der niedersächsische Kultusminister Grant Hendrik Tonne für die GemüseAckerdemie Niedersachsen sowie der KiKA-Moderator Tobias Krell.
Im November 2021 veranstaltete Acker e. V. seine erste eigene Konferenz unter dem Titel „AckerKonferenz“ und diskutierte dort mit Wissenschaftlern, Sozialunternehmern und mehr als 800 Teilnehmern den Bildungs- und Ernährungswandel.

## Auszeichnungen

### 2013
- startsocial – Bundessieger der Kategorie Bildung[8]

### 2014
- EXIST – Gründerstipendium der Universität Potsdam
- Social Impact Gründerstipendium[9]
- Primus-Preis – Stiftung Bildung und Gesellschaft[10]
- Ausgezeichneter Ort – Deutschland – Land der Ideen[11]

### 2015
- Auszeichnung – In Form, Initiative für mehr Bewegung und gesündere Ernährung[1]
- Ashoka Fellow[12]

### 2016
- Winner – Google Impact Challenge[13]
- Werkstatt-N-Siegel – Nachhaltigkeitsrat der Bundesregierung[14]
- Ausgezeichneter Ort – UNESCO-Weltaktionsprogramm Bildung für nachhaltige Entwicklung[15]

### 2017
- Wirkt!-Siegel – Phineo[16]

### 2018
- Projekt – UN-Dekade der Biodiversität[17]
- Projekt-Nachhaltigkeit-Siegel – Nachhaltigkeitsrat der Bundesregierung[18]
- 2. Platz – digital.engagiert[19]
- 3. Platz – Smart Hero Award 2018[20]
- Gewinner – Roman Herzog Preis 2018[21]

### 2019
- Gewinner – Bundespreis „Zu gut für die Tonne“ – Bundesministerium für Ernährung und Landwirtschaft[22]
- Transformationsprojekt Nachhaltigkeit 2019 – Nachhaltigkeitsrat der Bundesregierung[23]
- Nominiert in der Kategorie „Durchstarten“ – ZEIT WISSEN-Preis Mut zur Nachhaltigkeit 2019[24]

### 2020
- Preisträger „Projekt des Verbraucherschutzes“ – Bundespreis Verbraucherschutz 2020[25]

### 2021
- Deutsche UNESCO-Kommission – Nationale Auszeichnung – Bildung für nachhaltige Entwicklung[26]

### 2022
- Planet Hero Award – Kategorie „Biodiversität“[27]

### 2023
- GASAG Umwelteuro – Jurypreis[28]
- Deutsche UNESCO-Kommission – Nationale Auszeichnung – Bildung für nachhaltige Entwicklung „Lernorte 2023“[29]

### 2024
- Kiwanis Preis Stuttgart – 2. Preis[30]
- nun-Zertifizierung BNE (Mecklenburg-Vorpommern)[31]